# Nissan R’nessa
Der Nissan R’nessa ist ein von 1997 bis 2001 gebauter Mittelklasse-Kombi des japanischen Automobilherstellers Nissan, von dem auch eine Elektroversion verfügbar war, die als erstes Serienelektroauto der Welt Lithium-Ionen-Akkus verwendete.

## R’nessa (1997–2001)
Der im Herbst 1997 eingeführte R’nessa, von den Marketingstrategen als MAV („Multiple Amenity Vehicle“ = „Multi-Komfort-Fahrzeug“) bezeichnet, war ausschließlich als Kombi in drei Modellvarianten lieferbar: mit einem Zweiliter-Vierzylinder (103 kW) und Frontantrieb, einem größeren 2,4-Liter-Vierzylinder (112 kW) und Allradantrieb sowie mit Zweiliter-Turbomaschine (147 kW), ebenfalls mit Allradantrieb. Alle Motoren verfügten über 4 Ventile je Zylinder. Eine Viergangautomatik war serienmäßig, ab Januar 2001 eine stufenlose CVT-Automatik.
Im Juli 2001 wurde die Produktion eingestellt.

## R’nessa EV

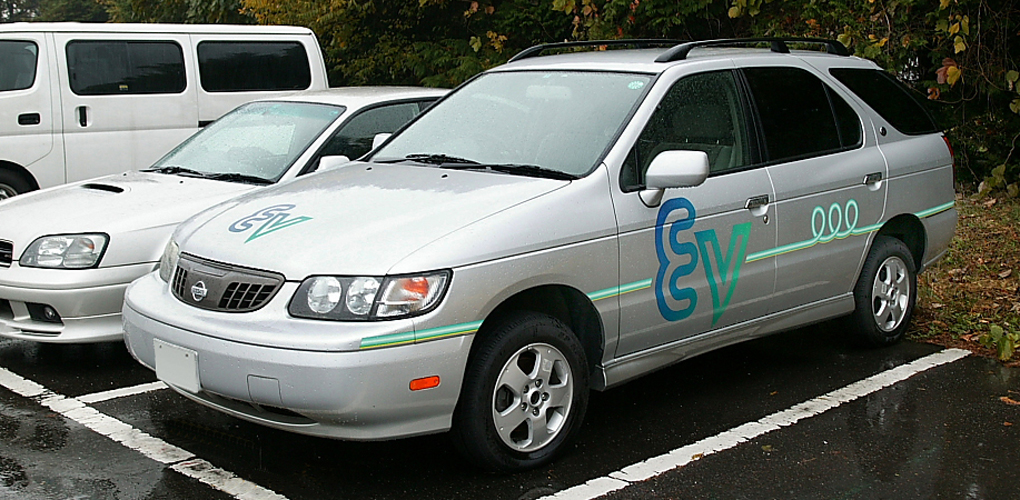
Nissan R’nessa/Altra EV

Im Dezember 1997 wurde eine rein elektrische Variante des R’nessa auf der LA Auto Show präsentiert. Diese Version war nur für die Märkte in Japan sowie den USA bestimmt und wurde dort als R’nessa EV (Japan) beziehungsweise Altra EV (USA) bezeichnet. Die Abkürzung EV steht für electric vehicle, was zu deutsch Elektrofahrzeug bedeutet.
Als Antrieb dient ein mit Neodym-Magneten ausgerüsteter und 62 kW (83 PS) starker Synchronmotor, der über einen ungefähren Wirkungsgrad von 89 % verfügt. Gespeist wird der Motor aus den bei diesem Fahrzeug erstmals in Serie verbauten Lithium-Ionen-Akkus, die unter dem Beifahrersitz im doppelwandig ausgeführten Boden untergebracht wurden. Der Einsatz der neuen Technik verhilft dem R’nessa EV zu einer Reichweite von 130 km und einer Höchstgeschwindigkeit von 120 km/h. Durch die im Kühlergrill integrierte Buchse für das Ladekabel mit elektromagnetischem Stecker und das induktive Aufladesystem gestaltet sich das Aufladen der Akkus einfach und ist zudem sicher. Der Ladevorgang dauert 5 Stunden und die Akkus waren so ausgelegt, dass sie bis zu 1000 Ladezyklen überstehen können. Trotz des Sparkonzepts des R’nessa EV wurde er ab Werk mit den üblichen sicherheitstechnischen Standards sowie vielen Komfort-Extras bestückt. So waren Doppelairbags vorne, ABS, Klimaanlage, elektrische Fensterheber und Zentralverriegelung genauso an Bord, wie eine Nutzbremse zur Rückgewinnung der Bremsenergie.
Vom R’nessa EV entstanden rund 200 Stück, die hauptsächlich von Behörden und Energieversorgern eingesetzt wurden. Ein Exemplar war für kurze Zeit am Los Angeles International Airport zu mieten.